# Golpe de Estado en Birmania de 1962
El golpe de Estado en Birmania de 1962 el 2 de marzo de 1962 marcó el comienzo del gobierno de partido único y el dominio político del ejército en Birmania (ahora Myanmar), que se extendió a lo largo de 26 años. En el golpe, los militares reemplazaron al gobierno civil de la AFPFL, encabezado por el primer ministro U Nu, por el Consejo Revolucionario de la Unión, presidido por el general Ne Win.
En los primeros 12 años después del golpe, el país fue gobernado bajo la ley marcial y vio una expansión significativa en el papel de los militares en la economía nacional, la política y la burocracia estatal. Tras la constitución de 1974, el Consejo Revolucionario entregó el poder al gobierno electo, formado por un partido único, el Partido del Programa Socialista de Birmania, que había sido fundado por el consejo en 1962. El gobierno electo siguió siendo un híbrido entre civil y militar. hasta el 18 de septiembre de 1988, cuando los militares asumieron nuevamente el poder como el Consejo Estatal de Restauración de la Ley y el Orden (entonces rebautizado como Consejo de Estado para la Paz y el Desarrollo) tras el Levantamiento de 8888 a nivel nacional y la virtual caída del régimen socialista [4]. La junta militar retuvo el poder durante 23 años hasta 2011, cuando fue transferido al Partido de la Unión, la Solidaridad y el Desarrollo.

## Antecedentes
Después del final de la Segunda Guerra Mundial y la independencia de Birmania en 1948, Birmania se convirtió en un país socialista democrático y se unió al Movimiento de Países No Alineados. El primer ministro electo, U Nu, nombró a Ne Win como jefe de Estado Mayor de las Fuerzas Armadas, el 1 de febrero de 1949, y se le otorgó el control total del ejército, en sustitución del general Smith Dun, de etnia Karen.
Sin embargo, la economía degradada y el desorden social pusieron énfasis en los militares. En octubre de 1958, cuando la inestabilidad en la sociedad se elevó a un nivel cercano a una crisis de seguridad nacional, el gobierno civil y el primer ministro U Nu pidieron a los militares y a Ne Win que intervinieran como gobierno provisional temporal. Una vez que se restableció el orden político, se esperaba que el gobierno provisional ejecutara elecciones generales y restableciera el gobierno civil. El apoyo público al ejército se fortaleció después de que el ejército facilitó las elecciones de 1960 y reconoció la autoridad del gobierno civil electo Liga de la Libertad del Pueblo Antifascista (AFPFL), dirigido por U Nu.
Sin embargo, el público en general siguió percibiendo al gobierno electo como corrupto, inepto para gobernar el país e incapaz de restaurar la ley y el orden en una sociedad birmana caracterizada por índices de criminalidad cada vez mayores. Se siguió percibiendo a las fuerzas armadas como fundamentales para garantizar la estabilidad social, que era una de las principales prioridades del pueblo birmano tras años de colonialismo y la Segunda Guerra Mundial.

## Eventos
Menos de dos años después de que el gobierno interino devolviera el poder al gobierno de la AFPFL, el 2 de marzo de 1962, Ne Win volvió a tomar el poder en un golpe de Estado de carácter militar. Ne Win se convirtió en jefe de Estado como presidente del Consejo Revolucionario de la Unión y también como primer ministro. Detuvo a U Nu, Sao Shwe Thaik y varios otros, y declaró un estado socialista dirigido por un "Consejo Revolucionario" de altos oficiales militares. El hijo de Sao Shwe Thaik, Sao Mye Thaik, fue asesinado a tiros en lo que los medios de comunicación del mundo describieron generalmente como un golpe "sin sangre". Thibaw Sawbwa Sao Kya Seng también desapareció misteriosamente después de ser detenido en un puesto de control cerca de Taunggyi..
Tras los disturbios en la Universidad de Rangún en julio de 1962, se enviaron tropas para restaurar el orden. Dispararon contra los manifestantes y destruyeron el edificio del sindicato de estudiantes. Poco después, Ne Win se dirigió a la nación en un discurso de radio de cinco minutos que concluyó con la declaración: "Si estos disturbios fueron hechos para desafiarnos, tengo que declarar que lucharemos espada con espada y lanza con lanza". El 13 de julio de 1962, menos de una semana después del discurso, Ne Win partió hacia Austria, Suiza y el Reino Unido "para un chequeo médico". Todas las universidades estuvieron cerradas durante más de dos años hasta septiembre de 1964.

## Motivaciones
Ha habido varias explicaciones de por qué los militares, encabezados por Ne Win, llevaron a cabo el golpe militar menos de dos años después de reconocer la autoridad del gobierno civil. Una razón, que es destacada por varios historiadores, es que el golpe fue una respuesta a un temor creciente dentro del ejército de que la Unión de Birmania se dirigiera hacia la desintegración bajo el Gobierno de la AFPFL. 
Esta explicación resuena con la que dio el ejército en el comunicado de prensa oficial posterior al golpe. En 1962, la integridad del país se vio amenazada por las dos minorías, Shan y Kayah, que reclamaban su derecho, otorgado por la constitución de 1947, a retirarse de la Unión. Además de esto, los líderes Shan estaban comenzando a formar una oposición armada contra Rangún para reclamar la "determinación nacional" de Shan. El ejército y Ne Win vieron como su responsabilidad proteger la cohesión de la Unión y en el comunicado de prensa oficial el golpe fue presentado como una necesidad debido a las políticas del gobierno de la AFPFL. Especialmente problemático fue el intento de U Nu de hacer del budismo la religión del estado, ya que contribuyó a la motivación de las minorías cristianas para luchar por la autonomía.
Además, el ejército creía que el sistema federal y el gobierno al estilo del parlamento eran inherentemente débiles y fomentaban la autonomía local. Se consideró que las múltiples voces representadas en el parlamento evocaban inestabilidad y realzaban las diferencias étnicas que derrocarían a la Unión. Por tanto, el ejército argumentó que era necesario un gobierno central fuerte para asegurar la integración de la nación.
Además, el gobierno militar justificó la abolición del sistema político diciendo que la democracia multipartidista servía a los ricos de la sociedad al estar abierta a políticos que representaban a capitalistas y terratenientes. Esta crítica del sistema político sirvió tanto de motivo para llevar a cabo el golpe como de justificación de las estructuras y políticas estatales que se implementaron en los años siguientes. La mayor autonomía en las áreas periféricas también se consideró problemática en términos de amenazas externas. El ejército creía que si las áreas se volvían demasiado independientes atraerían potencias extranjeras, un riesgo que parecía grande con el contexto de la Guerra Fría de 1962. En 1962 estaba claro que Estados Unidos tenía un gran interés en los países asiáticos limítrofes con las potencias comunistas Significaba que Birmania era un posible tema de interés con las fronteras del país con China. 
Si la unión se disolvió y los estados de Shan y Kaya reclamaron la autonomía, significaba que los estados podían perseguir una política exterior independiente y entablar alianzas con estados poderosos como Estados Unidos. Debido al estatus de seguridad internacional, una alianza como esta crearía una amenaza de seguridad significativa para el resto del país, con un mayor riesgo de un conflicto entre los Estados Unidos y China en el territorio de Myanmar. 
Además, el contexto regional sirvió de argumento para evitar que el sindicato se disolviera. La inestabilidad de Vietnam y Laos divididos subrayó la necesidad de mantener el control central con los estados fronterizos. En este escenario de amenazas externas y amenaza interna de desintegración, el gobierno civil fue percibido como inadecuado para proteger al país. Además, la rivalidad personal en el gobierno dañó la cohesión y el poder de la ya débil AFPFL. A su vez, Ne Win y el ejército temían que una división en el partido provocaría una mayor inestabilidad. Este temor aumentó cuando U Nu anunció que no se postularía para el cargo en las siguientes elecciones, lo que a su vez aumentó el incentivo para organizar el golpe.
Los historiadores difieren cuando se trata de la importancia de Ne Win como líder individual para explicar por qué se estableció y ejecutó con éxito el golpe. Aung Thwin y Aung Thwin sostienen que Ne Win poseía una legitimidad política fundada en la cultura y la historia birmanas, lo que le permitió tomar el poder en el golpe de 1962. Las credenciales políticas de Ne Win se basaron en su lucha por el país en la década de 1940 y en el hecho de que se desempeñó como lugarteniente de confianza de Aung San, quien era considerado un héroe nacional. En cambio Callahan sostiene que ni el carácter específico de Ne Win ni la amenaza de desintegración fueron las causas decisivas para la gestación del golpe, ya que estos factores estuvieron presentes durante toda la década de 1950, sin que llevaran a una intervención del ejército. En cambio, Callahan sugiere que el golpe fue el resultado de conflictos entre las élites sobre las estructuras estatales y quién poseía el derecho legítimo sobre el estado. El desarrollo estructural a largo plazo condujo a cambios en la suerte de las élites militares y políticas, que crearon: "... ganadores y perdedores, gobernantes y gobernados, ciudadanos y enemigos". 
Para el momento del golpe de 1962, el Estado estaba estructurado a favor de los militares, que se habían convertido en una "institución centralizada y burocratizada, capaz de eliminar ese desafío".  En 1988, 26 años después, Ne Win negó cualquier implicación en la dinamitización del edificio de la Unión de Estudiantes, afirmando que su adjunto de brigada Aung Gyi, quien para ese momento se había peleado con Ne Win y había sido despedido, había dado la orden de dinamitar al edificio. Ne Win afirmó además que él mismo, como "líder revolucionario", tenía que asumir la responsabilidad del incidente dando el discurso de "espada con espada y lanza con lanza".